# Ernst Grimsehl
Karl Ernst Heinrich Grimsehl (* 6. August 1861 in Hannover; † 30. Oktober 1914 bei Langemarck) war ein deutscher Pädagoge und Physikdidaktiker.

## Biografie
Grimsehl studierte in Hannover Physik und Mathematik und arbeitete seit 1885 als Hilfslehrer an der Gelehrtenschule des Johanneums in Hamburg. 1892 war er Lehrer in Cuxhaven. 1909 veröffentlichte er das Lehrbuch für Physik. Dieses Buch begründete seinen Ruf als Physikdidaktiker und wurde noch jahrzehntelang in Neuauflagen herausgebracht. Es erfolgte eine Übersetzung ins Englische und sogar 1954 eine chinesische Ausgabe. 1908 wurde er erster Direktor des neu gegründeten Gymnasiums Uhlenhorst-Barmbek. 1910 nahm Grimsehl an der Weltausstellung in Brüssel teil und führte dort Schülerübungsgeräte vor. Sein Anspruch an die Schüler kam in einer Rede zum Ausdruck, als er äußerte: „Derjenige Mensch, der sich nicht mit Durchschnittsleistungen begnügt, findet im Leben immer seinen Platz; nur an Durchschnittsmenschen ist die Welt voll.“
So sehr Grimsehl moderne pädagogische Methoden im naturwissenschaftlichen Unterricht wie selbstständige Schülerexperimente förderte, so sehr war er auch Patriot und überzeugt von soldatischen Tugenden, so dass er sich, bereits 53-jährig, nach Ausbruch des Ersten Weltkriegs freiwillig zum Militärdienst meldete und drei Monate später im Oktober 1914 bei Langemark als Hauptmann umkam.
Zu den engsten Mitarbeiter Grimsehls gehörte der in Physik promovierte und 1959 mit der Ehrendoktorwürde der Universität Gießen geehrte Schulbuchautor Karl Hahn. Er kam, vermittelt durch Grimsehl, 1912 an die Oberrealschule auf der Uhlenhorst und wurde dort 1920 zum Schulleiter gewählt. Dessen Schulbücher wurden noch bis weit in die 1960er Jahre im Unterricht verwendet.

## Ehrungen
Der Grimsehlweg in Cuxhaven wurde nach ihm benannt.

## Schriften (Auswahl)
- Lehrbuch der Physik. Leipzig / Berlin 1909.
- Didaktik und Methodik der Physik. 1911.
- Lehrbuch der Physik für Realschulen. Leipzig 1911.
- Physikalische Tabellen zum Gebrauch beim Unterricht und beim physikalischen Praktikum. 1916.
- Neubearbeitungen:
  -  Lehrbuch der Physik in zwei Bänden. Teubner, Leipzig / Berlin 1920 (herausgegeben von W. Hillers und H. Starke)
  - Lehrbuch der Physik für die Oberstufe höherer Lehranstalt. 1937.
  - Lehrbuch der Physik für Höhere Lehranstalten. neubearbeitet von Germann - Schumm. Ernst Klett, Stuttgart 1952.
  - Lehrbuch der Physik, Band 1, Mechanik, Akustik, Wärmelehre von Ernst Grimsehl, Walter Schallreuter und K. Altenburg 1991.